# Calcimitra
Calcimitra is een geslacht van weekdieren uit de klasse van de Gastropoda (slakken).

## Soort
- Calcimitra kingtsio Huang, 2011